# Catedral de la Asunción (La Canea)
La catedral de la Asunción o simplemente catedral católica de La Canea (en griego: Καθεδρικός Ναός της Κοιμήσεως της Θεοτόκου) también alternativamente Catedral de la Asunción de la Virgen María es el nombre que recibe un edificio religioso de la Iglesia católica que se encuentra ubicado en La Canea, en la isla de Creta al sur del país europeo de Grecia.
Fue construida en 1879 por el primer obispo católico de Creta Aloisio Cannavo, para atender a toda la población católica de la región. En 2004, la catedral celebró su 125 aniversario. La iglesia esta bajo la responsabilidad de la Orden Capuchina.
El templo sigue el rito romano o latino y es la sede de la diócesis de Creta (Dioecesis Candiensis o Επισκοπή Κρήτης) que fue creada originalmente en el año 1213 y fue restaurada por el papa Pío IX en 1874.

## Véase también

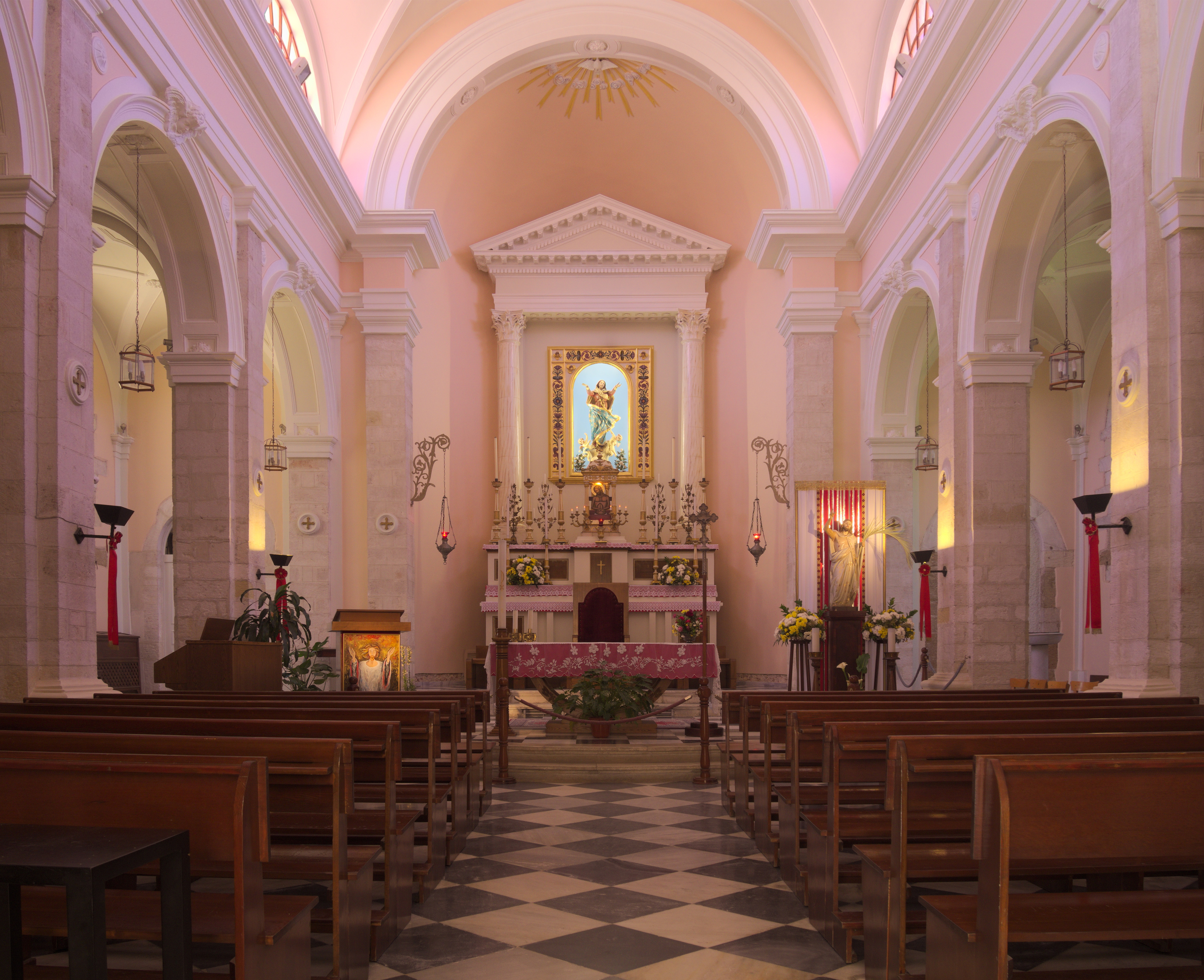
Vista interna